# Isoka
Isoka – miasto w północno-wschodniej Zambii, w Prowincji Północnej, zlokalizowane przy autostradzie TanZam, łączącej stolicę Tanzanii – Dar es Salaam ze stolicą Zambii- Lusaką. W 2010 roku zamieszkiwane było przez ok. 17,3 tys. mieszkańców.